# Satyrium rupestre
Satyrium rupestre är en orkidéart som beskrevs av Rudolf Schlechter. Satyrium rupestre ingår i släktet Satyrium och familjen orkidéer. Inga underarter finns listade i Catalogue of Life.